# رد وود (تگزاس)
رد وود (به انگلیسی: Redwood) یک منطقهٔ مسکونی در ایالات متحده آمریکا است که در شهرستان گودالوپ، تگزاس واقع شده‌است. رد وود ۱۶٫۹ کیلومتر مربع مساحت و ۴٬۳۳۸ نفر جمعیت دارد و ۱۶۹ متر بالاتر از سطح دریا واقع شده‌است.